# Stanisław Doliwa Starzyński
Stanisław Starzyński herbu Doliwa (ur. 1784 w Zamiechowie, zm. 10 października 1851 w Kulparkowie) – poeta, dramatopisarz, tłumacz, prozaik.

## Życiorys
Był synem Erazma Starzyńskiego rotmistrza Kawalerii Narodowej i najstarszej córki Ignacego Poniatowskiego. Gdy w 1791 trafił do Warszawy z zamiarem wstąpienia do Korpusu Kadetów, w pamiętniku napisał: pamiętam, że nic mnie tak nie ujęło i nie przeraziło, jak widok licznych żebraków i kalek, co tłumami po ulicach a szczególnie cisnęli się przy kościołach. Czemuż im Król pieniędzy nie daje? pytałem się zdziwiony mojej matki. Czyż król ich nie widział?. 
Korpus Kadetów opuścił po powstaniu kościuszkowskim i ostatecznie edukację (studia) zakończył 1805 w Wilnie. W kolejnych latach 1806-1817 zajmował się zarzadzaniem majątkiem ziemskim. Następnie zwiedził Rosję, Austrię i Włochy. W tym ostatnim kraju, w Wenecji spotkał poetę Byrona. Po śmierci ojca wrócił do Zamiechowa i ponownie zajmował się zarządzaniem majątkiem. W tym czasie gośćmi u niego byli m.in. Maurycy Gosławski, Franciszek Kowalski i Tymon Zaborowski.
Pomimo że rodzina Starzyńskich była kolatorem kościoła w Zamiechowie, biskup Franciszek Mackiewicz nakazał usunięcie ze świątyni pomnika, jaki dla ojca ufundował Stanisław Starzyński. To doprowadziło do konfliktu z biskupem, który stał się jedną z przyczyn dla których Starzyński zmienił wyznanie na protestanckie. Następnie mieszkał we Lwowie, a ostatecznie zamieszkał w Kulparkowie. Była to majętność jaką otrzymał od matki. W 1848 spokój zakłócili mu w Kulparkowie żołnierze armii carskiej maszerujący na Węgry celem stłumienia tzw. Wiosny Ludów.
Stanisław Starzyński był jednym z redaktorów Tygodnika Wileńskiego. Używał pseudonimu literackiego Stach z Zamiechowa. Pisał elegie, erotyki, wiersze patriotyczne i okolicznościowe oraz piosenki do muzyki Wojciecha Sowińskiego – „Krakowiak”, „Kowal”, „Maj”, „Banialuka”. Jego twórczość poetycka pozostała jednak w większości w rękopisach; w 1830 wydał „Śpiewki i wiersze Podolanina”.
Po jego śmierci gmina protestancka, której w darowiźnie przekazał dobra Kulparków, na wzniesionej w 1898 kaplicy umieściła poświęconu mu napis Gmina Ewangielicka we Lwowie STANISŁAWOWI HR. STARZYŃSKIEMU w dowód wdzięcznej pamięci. 